# Silurus duanensis
Silurus duanensis és una espècie de peix de la família dels silúrids i de l'ordre dels siluriformes. Es troba a la Xina.